# Jabirustork
Jabirustork (Jabiru mycteria) är en amerikansk stork och enda levande art inom släktet jabirustorkar.

## Utseende

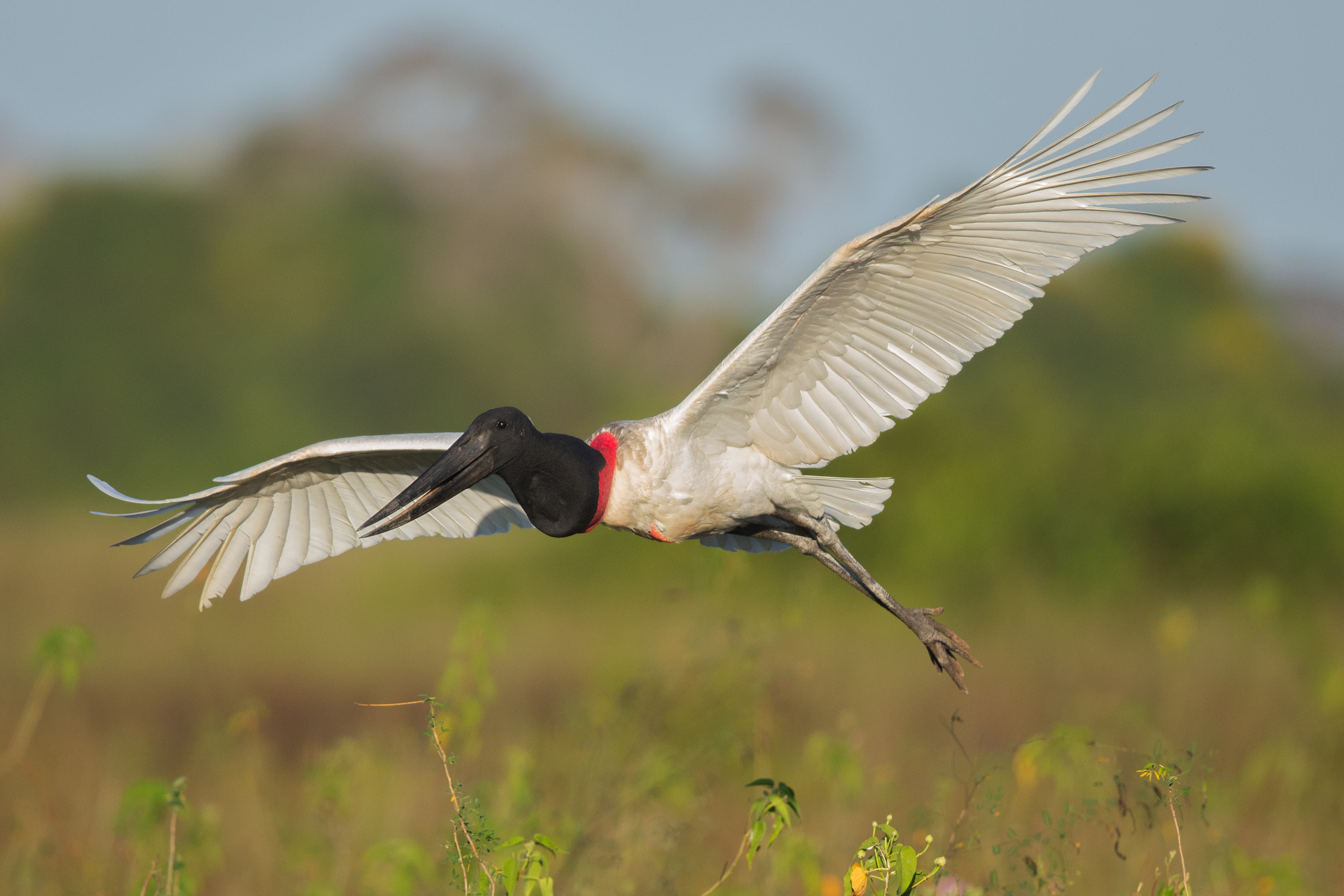

Jabirustorken är en stor och kraftig stork med en längd på upp till 140 centimeter. Könen är lika. Dess långa smala ben är svarta och den har en övervägande helvit fjäderdräkt och saknar helt svart på vingarna. Arten har en uppblåsbar strupsäck som används för att visa upphetsning eller irritation mot andra fåglar.
Den har en kraftig hals med en röd halskrage längst ned i övrigt är den svart precis som huvudet. Den har en mycket kraftig, lång och sabelformad svart näbb. Subadulta fåglar är mindre kontrastrika och har bruna fjädrar i fjäderdräkten.

## Utbredning och systematik
Arten håller till i våtmarker och förekommer från Mexiko genom Centralamerika till norra Argentina och Uruguay. Tillfälligt har den påträffats på bland annat Grenada och i Trinidad och Tobago i Västindien samt i USA. Den behandlas som monotypisk, det vill säga att den inte delas in i några underarter.

## Status och hot
Världspopulationen är relativt liten (10.000-25.000 individer) och dess utveckling är oklar, men utbredningsområdet är mycket stort. Utifrån dessa kriterier kategoriserar internationella naturvårdsunionen IUCN arten som livskraftig (LC).

## Namn
Jabiru kommer från namnet på fågeln på tupispråket, Jabirú eller Jaburú som betyder "väldigt stor fågel". Även andra storkar kallas ibland jabiru, till exempel svarthalsad stork i Australien och sadelnäbbstork i Afrika. Dessa tillhör dock inte samma släkte.